# Luigi Mansi
Luigi Mansi (* 6. května 1952 Cerignola) je italský římskokatolický duchovní a biskup Andrie.

## Život
Narodil se 6. května 1952 v Cerignole.
Vstoupil do Papežského regionálního semináře v Molfettě. Po teologickém studiu byl 29. července 1975 papežem Pavlem VI. vysvěcen na kněze a inkardinován do diecéze Cerignola-Ascoli Satriano. Pokračoval ve studiu licenciátu z teologie na Papežské lateránské univerzitě v Římě.
Stal se farářem farnosti svatého Rocha v Stornaře. V průběhu let zastával v rámci diecézní správy a pastorace následující funkce: diecézní asistent Katolické akce, spirituál Papežského regionálního semináře, biskupský vikář pro pastoraci, vice-rektor semináře ve Foggii, rektor diecézního semináře a byl zodpovědný za povolání v diecézi.
Byl ředitelem a profesorem na Vyšším institutu náboženských věd. Vykonával funkci biskupského ceremoniáře a kancléře. Před biskupským jmenováním byl předsedou Federazione italiana dell'Unione apostolica del clero. Je také absolventem doktorského studia Teologické fakulty Apulie.
Dne 29. ledna 2016 jej papež František jmenoval biskupem Andrie. Biskupské svěcení přijal 12. března z rukou biskupa Nunzia Galantina a spolusvětiteli byli arcibiskup Adriano Bernardini a biskup Raffaele Calabro.